# Protest studencki w Poznaniu (1946)

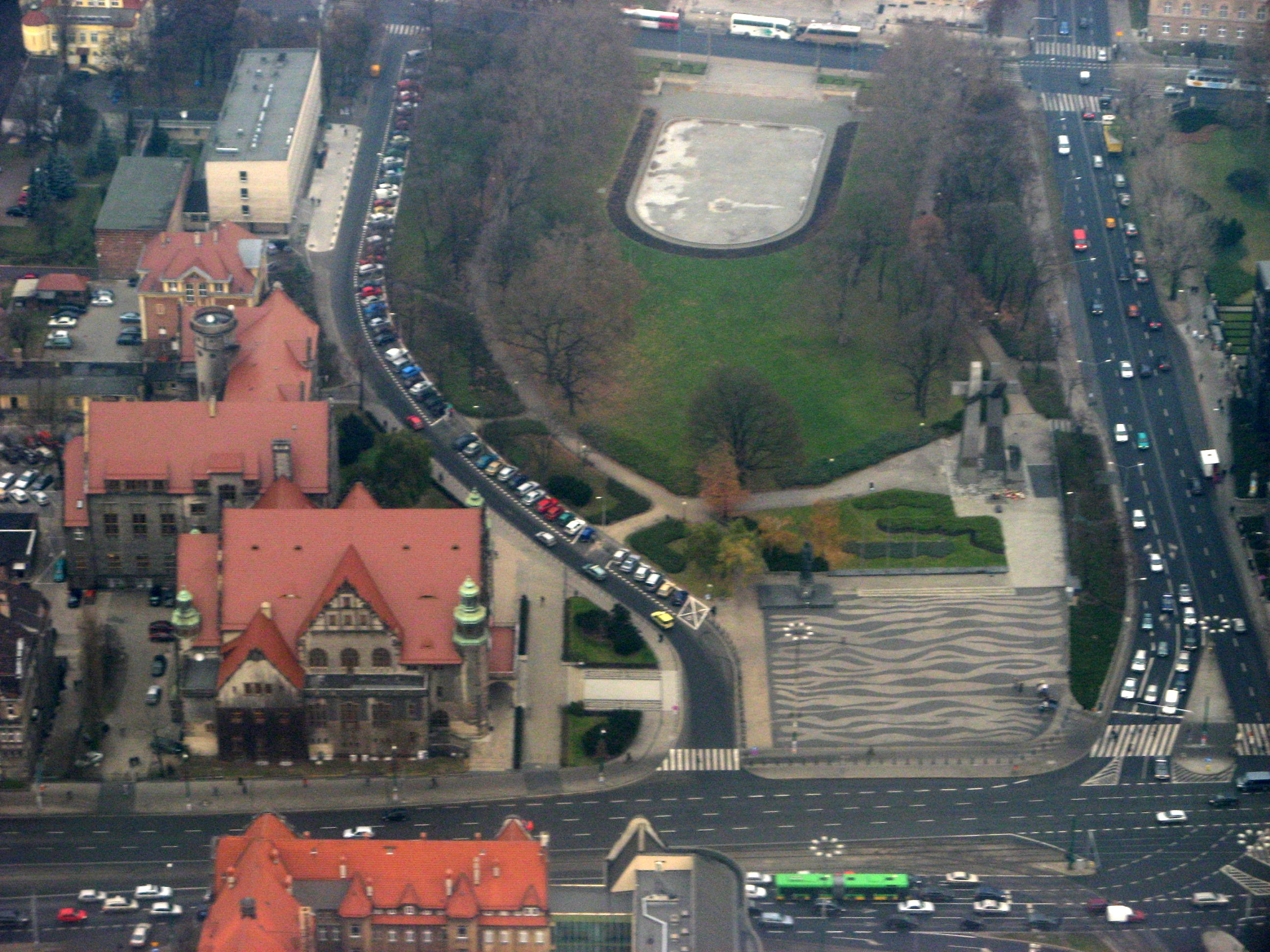
Plac Adama Mickiewicza w Poznaniu – arena wydarzeń

Protest studencki w Poznaniu – demonstracja, która miała miejsce w Poznaniu w dniu 13 maja 1946 roku.

## Geneza
W roku 1946 władze PRL postanowiły odwołać większą część obchodów Święta Narodowego 3 Maja, ponieważ kolidowały one z rangą lansowanego wówczas Święta Pracy (1 maja). Obchody trzeciomajowe zredukowano jedynie do zawodów sportowych, odczytów i nabożeństw. Powyższe wywołało falę niezadowolenia społecznego i protestów w wielu miastach, m.in. w Łodzi, Włocławku i Krakowie, gdzie protestujący tłum ostrzelano z karabinów maszynowych i zabito kilka osób.

## Demonstracja
W Poznaniu studenci Uniwersytetu Poznańskiego i Akademii Handlowej, w liczbie 1000–1500 osób, postanowili sprzeciwić się temu brutalnemu działaniu władz i zaplanowali demonstrację na 13 maja (godz. 15). Protestowano przede wszystkim przeciwko aresztowaniu krakowskich studentów – tego postulatu dotyczył jedyny transparent niesiony przez demonstrantów. Petycję w sprawie zwolnienia zamierzano wręczyć wojewodzie poznańskiemu – Feliksowi Widy-Wirskiemu. Uczestnicy szli m.in. przez plac Cyryla Ratajskiego, plac Wolności, ulice Święty Marcin, Wały Batorego i ul. Fredry. Na placu Mickiewicza demonstracja została otoczona przez oddziały MO (konne) i UB. Po krótkich starciach aresztowano 663 osoby.

## Represje
Następnego dnia Feliks Widy-Wirski przyjechał na Uniwersytet, na spotkanie ze studentami w obecności rektora – prof. Stefana Dąbrowskiego. Osiągnięto tu porozumienie: studenci zrezygnowali z planowanego strajku, a wojewoda obiecał, że zwolni wszystkich aresztowanych z wyjątkiem tzw. prowodyrów, jak również odwoła oczekujące na kolejnych studentów ciężarówki milicyjne. W wyniku zajść w lipcu 1946 przed sądem stanęli: Maria Łozińska, Ryszard Błaszkiewicz, Jan Kosmalski, Tadeusz Palacz i Witold Zając (próba zamachu na organy państwa). Skazano ich na 6 miesięcy więzienia w zawieszeniu na dwa lata. Niektórych z demonstrantów ukarano ponadto odebraniem praw do głosowania w wyborach w 1947, relegowaniem z uczelni, czy wcieleniem do wojska. Skala aresztowań poznańskich była bardzo duża, nieporównywalna z innymi protestami solidaryzującymi się ze studentami krakowskimi. Uwięzionych bronił adwokat Stanisław Hejmowski, późniejszy obrońca ofiar Czerwca 1956. Ostatecznie komunistom nie udało się wykryć prawdziwych organizatorów zajść. Wszyscy aresztowani (z wyjątkiem Marii Łozińskiej) ukończyli w późniejszych terminach studia. Protesty z roku 1946 zaowocowały ponadto stworzeniem instrukcji rozpraszania demonstracji, którą po raz pierwszy wcielono w życie podczas wyborów w 1947 roku.

## Upamiętnienie
W dniach 13-26 maja 2014 roku Instytut Pamięci Narodowej zorganizował wystawę Żądamy wypuszczenia aresztowanych kolegów z Krakowa! Protest studentów poznańskich z 13 maja 1946 r. na placu Adama Mickiewicza w Poznaniu, czyli dawnej arenie wydarzeń.